# Jade Laroche
Jade Laroche, née le 8 septembre 1989 à Rouen, est une actrice pornographique, stripteaseuse et mannequin française, devenue disc jockey.

## Biographie
Elle débute dans le X à l'âge de 19 ans en tournant quatre scènes pour le studio Swipp, producteur de la série porntour.fr. Elle est présentée à Fred Coppula qui lui offre la couverture du magazine Chobix. Elle est également à la une de Marc Dorcel Magazine en avril 2010, elle est la Dorcel Girl 2010 sans être pour autant une actrice exclusive du studio.
En 2010, elle apparaît dans le clip vidéo Other City du DJ français Tom Snare.
Son sixième film intitulé Une mère et sa fille est tourné à Los Angeles en mai 2010, et réalisé par Paul Thomas. Et elle est à l'affiche fin 2010 de Mademoiselle de Paris, le premier film X coproduit par Dorcel et des internautes via la plate-forme communautaire MyDorcel.
Elle quitte l'industrie du X en 2011 pour se lancer dans une carrière de DJ et devient la 3e meilleure femme disc jockey mondiale en atteignant la 3e position du GIRLS DJ WORLD CUP 2012.

## Récompenses
- 2010 : Venus Awards : Best newcomer international[2]

## Filmographie sélective
- Secrétaire de luxe (avec Aleska Diamond, Cindy Dollar, Kristine Crystalis, Alex., Ian Scott) 2011
- Mademoiselle de Paris (avec Suzie Carina, Jessica Fiorentino, Nina Roberts, Ian Scott, Claire Castel, Anna Polina) 2010
- Une mère et une fille de Paul Thomas (avec Bobbi Starr, Julia Ann, Kristina Rose, Dana DeArmond, Tarra White, Chayse Evans) 2010
- Pornochic 22 : Femmes Fatales de Hervé Bodilis[2]
- Une fille de bonne famille de Max Candy 2010
- Ma première orgie de Max Candy 2010
- Jade - Pornochic 19 de Hervé Bodilis (Marc Dorcel) (avec Suzie Carina, Christina Jolie)
- Jade Laroche : Anal Party de Hervé Bodilis (Marc Dorcel) 2009
- Story of Jade Laroche de Hervé Bodilis (Marc Dorcel) 2009
- L'été de mes 19 ans (Diary of My 19) de Hervé Bodilis (Marc Dorcel) (avec Defrancesca Gallardo, Sabrina Blond, Mia Vendome, Tarra White) 2009
- www.porntour.fr d'Enola Sugar avec Morgane Laffite 2009